# Torre Specchia
Torre Specchia is een plaats (frazione) in de Italiaanse gemeente Melendugno.